# Klufterbach
Der Klufterbach ist ein Bach im Bonner Ortsteil Friesdorf. Seine Gesamtlänge beträgt 3,4 Kilometer, sein Einzugsbereich ist 0,9 Quadratkilometer groß.

## Verlauf
Der Klufterbach entwässert wie alle Bäche am Osthang der südlichen Ville die dort vorhandene Hauptterrasse, welche vorwiegend aus Rheinschottern besteht und mit einer Bodenschicht des als regional bezeichneten Kottenforstlehms bedeckt ist.
Auf dem Kottenforstplateau verläuft der Bach in Grabenführung, Richtung Nord, bis der Verlauf an der Schmalen Allee nach Osten abknickt. Die Gräben wurden zur Entwässerung des ehemals sumpfigen Untergrundes angelegt und führen heute nur noch saisonal, nach größeren Niederschlagsereignissen Wasser. Die offizielle Quelle bezieht sich auf ein solches Ereignis, bei dem das Gewässer seine maximale Länge erreicht. 
Ca. 80 m nach der Querung des Röttgener Wegs beginnt, durch Tiefenerosion verursacht, das Klufterbachtal. Auch in diesem Bereich fällt der Klufterbach in Zeiten durchschnittlicher Witterungsverhältnisse meist trocken.
Die stetige Wasserführung des Baches unter durchschnittlichen Witterungsbedingungen beginnt innerhalb dieses Kerbtales, etwa 350 m nach Querung des Röttgener Wegs über den Wasseraustritt durch Sickerquellen unterhalb des Rheinhöhenwegs. Von dort aus verläuft der Bach in Richtung Osten, während die Taleintiefung fortschreitet.

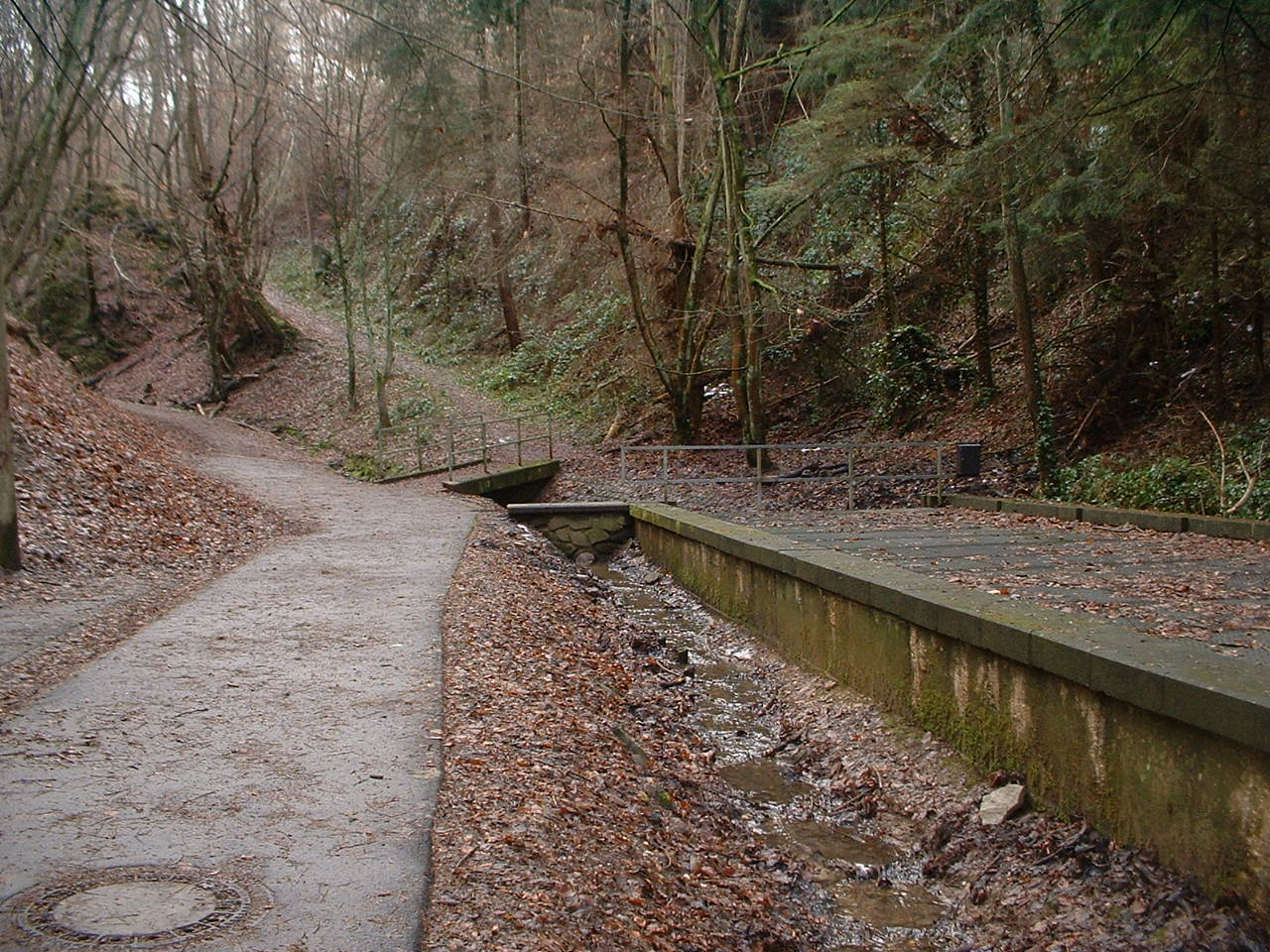
Das Rückhaltebecken am oberen Ende der Hochkreuzallee

In seinem weiteren Verlauf nach der Querung des Pionierwegs nimmt der Bach weitere Sickerquellen sowie saisonal wasserführende Nebenläufe auf.
Am Hangfuß des Kottenforstplateaus in Friesdorf endet der natürliche Gewässerverlauf an einem Geröll- und Hochwasserrückhaltebecken.
Bis etwa zur Einmündung der Pfarrer-Merck-Straße in die Hochkreuzallee verläuft der Bach in einem renaturierten Bachbett, dessen Sohle mit Plastik ausgekleidet ist. Nach der Durchquerung einiger Wohngrundstücke zwischen der Hochkreuzallee und der Straße In der Kumme verschwindet er in der Verrohrung. In dieser verläuft er dann unterhalb von Hochkreuzallee und Bernkasteler Straße, bis er bei der Einmündung der Straße Am Schwalbengarten unterirdisch dem Annaberger Bach zufließt.
Der Bach durchfließt den Siedlungsraum verrohrt. Oberhalb des Geröllbeckens in der Hochkreuzallee verläuft er naturnah in einem Laubwald. Die Gewässergüte oberhalb der Verrohrung ist I-II.

## Besonderheiten
Bis 1997 wurde das Bachwasser in die Mischwasserkanalisation eingeleitet. Ein Teil des Wassers floss auf dem Gelände des Klufterhofes über eine offene Rinne in den dortigen Weiher. Durch einen Planungsfehler erfolgt die Speisung des Weihers heute unterirdisch.